# シルビオ・ゲゼル
シルビオ・ゲゼル（Silvio Gesell, 1862年3月17日 - 1930年3月11日）は、ドイツ人実業家・思想家。自由貨幣の概念を提唱した。

## 生涯
現在はベルギー領になっているものの、第一次世界大戦終了まではドイツ領であったザンクト・フィートに生まれる。若い頃より商業に関心があり、1886年（24歳）、アルゼンチンのブエノスアイレスに移住し兄の店の支店を開く。事業は成功したもののインフレとデフレを繰り返すアルゼンチン経済を問題視するようになり、金融問題の研究への関心を深めてゆく。1900年、欧州に戻り、晴耕雨読の生活を続けながら主著『自然的経済秩序』(Die Natuerliche Wirtschaftsordnung) などを著す。1918年‐1919年のバイエルン革命で成立したバイエルン・レーテ共和国では、アイスナー首相暗殺後のエルンスト・トラー(de:Ernst Toller)政権で金融担当大臣に就いたが、一週間で共産主義者が権力を奪取。ほどなく革命も終焉し、彼は国家反逆罪に問われ拘留された。オラニエンブルクで肺炎で死去。
アルゼンチン・ブエノスアイレス州にあるビジャ・ヘセル (Villa Gesell) は、シルビオの死後に息子カルロスが開拓した保養地であり、同地にはシルビオ・ゲゼルの記念碑などが存在する。

## 思想
彼の主著『自然的経済秩序』では、あらゆるものが減価するのに通貨だけが減価しないために金利が正当化され、ある程度以上の資産家が金利生活者としてのらりくらり生きている現状を問題視し、これを解決するために自由貨幣、具体的には「スタンプ貨幣」という仕組みを提案した。これは一定の期間ごと（1週間あるいは1ヶ月）に紙幣に一定額のスタンプを貼ることを使用の条件とすることで通貨の退蔵を防ぎ、流通を促進させ貸出金利を下げるのが目的である。他に、男性に経済的に依存することなく女性が子育てに専念できるようにするための、自由土地の思想に基づいた母親年金も提唱している。

## 影響
日本では地域通貨とシルビオ・ゲゼルが関連づけて記憶されているが、ゲゼル自身は地域通貨（正確には国家以外が管理する通貨）には反対し、国家が責任を持って管理しインフレもデフレもなく流通する通貨制度を理想とした。
ケインズは『雇用・利子および貨幣の一般理論』においてゲゼルの思想について考察し、「将来の人々はマルクスの精神よりもゲゼルの精神からより多くのものを学ぶであろうと私は信ずる」と評している。
また、作家のミヒャエル・エンデはゲゼルの影響を受けており、代表作の『モモ』は彼の思想から着想を得ていると述べている。

## 脚註
1. ↑  相田愼一訳『自由地と自由貨幣による自然的経済秩序』ぱる出版、2007年　ISBN 978-4827203318
2. ↑  岩田憲明・廣田裕之訳　自然的経済秩序 日本語訳
3. ↑  『自然的経済秩序』第4部 自由貨幣-お金のあるべきそして可能なすがた
4. ↑  塩野谷祐一訳『雇用・利子および貨幣の一般理論』東洋経済新報社